# Os marí antàrtic
L'os marí antàrtic (Arctocephalus gazella) és una de les vuit espècies vivents de pinnípedes del gènere Arctocephalus (ossos marins). Com ho indica el seu nom, viu en aigües antàrtiques. Gairebé el 95% d'aquesta espècie es reprodueix a les illes Geòrgia del Sud. El nom específic gazella és en honor del vaixell alemany SMS Gazelle, que en recollí el primer exemplar prop de les illes Kerguelen.